# Муцін'яне
Муцін'яне (англ. Mootsinyane) — одна з місцевих громад, що розташована в районі Мохалес-Хук, Лесото. Населення місцевої громади у 2006 році становило 9 995 осіб.